# 3935 Тоатеммонґаккай
3935 Тоатеммонґаккай (3935 Toatenmongakkai) — астероїд головного поясу, відкритий 14 серпня 1987 року.
Тіссеранів параметр щодо Юпітера — 3,392.
Названо на честь Тоатеммонґаккай (яп. とうあてんもんがっかい то:атеммонґаккай).